# 翅柄车前
翅柄车前（学名：Plantago komarovii）为车前科车前属下的一个种。
多年生小草本。直根发达，侧根细。根茎粗，长0.5-1厘米。叶基生呈莲座状；叶片厚纸质，线状披针形，长2-5厘米，宽0.2-0.4厘米，先端渐尖，边缘全缘或疏生小齿，基部渐狭，下延至叶柄成翅状，两面疏生白色柔毛或变无毛，脉3条；叶柄长0.8-1.5厘米，明显具翅，基部略扩大成鞘。花序2-5个；花序梗直立或弓曲上升，长2-6厘米，疏生贴伏长柔毛；穗状花序短圆柱状至头状，长0.3-1.2厘米，花少但排列紧密；苞片卵圆形或三角状卵形，与花萼等长或略长，内凹，龙骨突极宽，两侧片狭。花萼长1.5-2毫米，基部有疏柔毛，龙骨突狭，不延至萼片顶端，前对萼片卵状椭圆形，后对萼片宽卵圆形。花冠白色，无毛，冠筒等长或略长于萼片，裂片狭三角形，长1-1.25毫米，无光泽，不透明，于花后反折。雄蕊着生于冠筒内面近顶端，与花柱外伸。胚珠4。蒴果卵球形，长2-3毫米，于基部上方周裂。种子3-4，卵状长圆形或狭卵形，长（1-）1.5-2毫米，黑色；子叶背腹向排列。花期5-6月，果期7-8月。
产新疆（精河、和布克赛尔）。生于高山草地多石处。哈萨克斯坦、蒙古西部有分布。模式标本采自蒙古西部。

## 扩展阅读
維基物種上的相關：翅柄车前